# Robert Habeck
Robert Habeck (Lübeck, 1969. szeptember 2. –), német, zöldpárti politikus és író, 2021-től Németország gazdasági és éghajlatvédelmi minisztere, egyben alkancellárja. 
Habeck 2009-ben került be a schleswig-holsteini tartományi parlamentbe a Szövetség ’90/Zöldek Pártja (Zöldek) tartományi listájáról. Ő lett a Zöldek frakcióvezetője is. A 2012-es előrehozott tartományi választást követően, 2012-től 2017-ig, Schleswig-Holstein miniszterelnök-helyettese, egyben az -energiaváltásért (Energiewende), környezetért és a vidékért felelős tartományi miniszter is volt. A 2017-es tartományi választás után megalakult Günther-kormányban továbbra is miniszterelnök-helyettes maradt, illetve energiafordulatért, mezőgazdaságért, környezetért, természetért és digitalizációért felelős miniszter volt. 2018 januárjában szövetségi pártelnökké választották, augusztusban pedig lemondott miniszteri hivataláról. Habeck a Zöldek pragmatikus Realo-szárnyához tartozik. 2018. január 27-től a 2021-es németországi szövetségi választásig, Annalena Baerbock mellett a Szövetség ’90/Zöldek párt szövetségi társelnöke volt. 2024novemberében a Zöldek Habecket választották kancellárjelöltjüknek a február 23- előrehozott választásokra.

## Tanulmányai és magánélete
Habeck 1989-ben érettségizett a Heinrich-Heine-Schuléban, Heikendorfban, a plöni járásban, majd sorkatonai helyett polgári szolgálatot látott el az egykori Hamburger Spastikervereinban (jelenleg Leben mit Behinderung Hamburg Elternverein). Az 1991-es nyári félévben kezdte meg egyetemi tanulmányait filozófia, germanisztika és filológia szakon a freiburgi Albert-Ludwigs-Universitäten. Az 1992/93-as téli félévet a Roskilde Universitetscenterben töltötte Roskildében, Dániában.
1996-ban diplomázott a Hamburgi Egyetemen. Szakdolgozatát Casimir Ulrich Boehlendorff verseiről írta, és ezt egy évvel később könyv formájában is megjelentette. 1996 és 1998 között doktori tanulmányokat folytatott a Hamburgi Egyetemen, doktori fokozatát 2000-ben szerezte meg. Disszertációjának témája az irodalmi esztétika volt.
1996-ban összeházasodott Andrea Paluch írónővel, akivel még tanulmányai során ismerkedett meg. Négy felnőtt fiuk van. 1999-ben Lüneburgba, majd 2001-ben Flensburgba költöztek. Habeck folyékonyan beszél dánul.
Robert Habeck keresztény családban nőtt fel, de nem tartozik semelyik egyházhoz, és magát „szekuláris keresztényként” írja le.

## Íróként
Robert Habeck és Andrea Paluch 1999 óta dolgoznak és publikálnak együtt szabadúszó írókként. Több interjúban hangsúlyozták, hogy közös szerzőségük tudatos döntés. Együtt adták ki a Hauke Haiens Tod (2001), Der Schrei der Hyänen (2004), Der Tag, an dem ich meinen toten Mann traf (2005), Zwei Wege in den Sommer (2006), Unter dem Gully liegt das Meer (2007) és a SommerGIG (2009) regényeket. Emellett Habeck gyermekkönyveket és angol nyelvű versfordításokat is publikált.
A Paluchhal közös regényekben felismerhető a skandináv és az angol irodalom hatása. Visszatérő motívum az embert formáló hatások, valamint a szabadság és az elszántság közötti feszültség kérdése. 2008 decemberében mutatták be első színdarabjukat a kieli színházban: a darab címe Neunzehnachtzehn, és az 1918-as kieli matrózfelkelésről szól. 2008-ban megfilmesítették Der Tag, an dem ich meinen toten Mann traf cím regényüket.

## Politikai tevékenysége

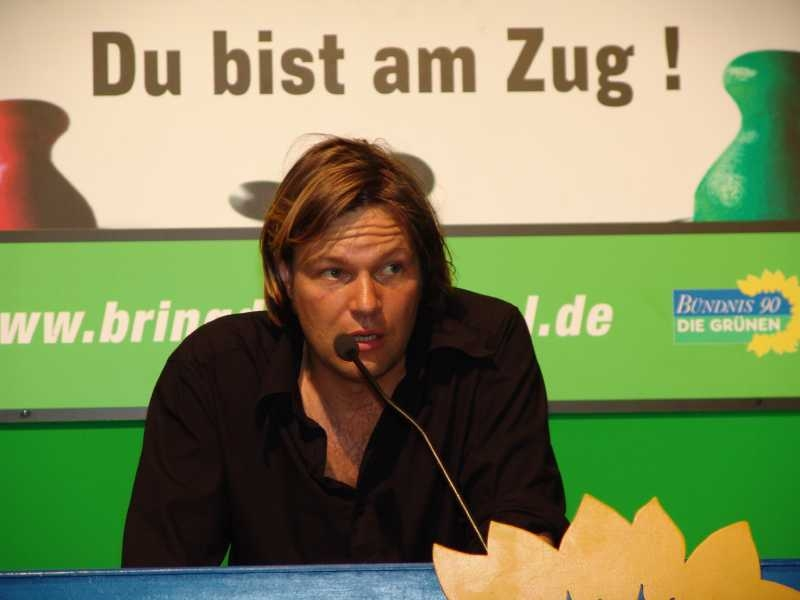
2005-ben

### Az önkormányzati és tartományi politikában
Habeck 2002-ben lépett be a zöld pártba. 2002–2004 között a párt Schleswig-Flensburg járási szervezetének vezetője volt, 2004-ben pedig a tartományi pártszervezet elnöke lett; ezt a hivatalt 2009-ig töltötte be. 2006-ban sikertelenül jelentkezett a szövetségi választmányba. A 2008-as Schleswig-Holstein tartományi önkormányzati választásokon a párt Schleswig-Flensburg járási listavezetője volt, majd augusztustól a járási tanácsban a Zöldek frakcióvezetője lett.

### Listavezető a 2009-es és 2012-es tartományi választásokon
2009-ben a tartományi parlamenti választáson Habeck és Monika Heinold voltak a párt listavezetői. A választás után Habeck lett a Zöldek frakcióvezetője a tartományi parlamentben. A frakció az SSW-vel közösen megtámadta a választás eredményét a tartományi alkotmánybíróság előtt, amely 2010 augusztusában nekik adott igazat. Az alkotmánybíróság döntése értelmében 2012-ben megtartott előrehozott választáson ismét Habeck volt a Zöldek listavezetője.

### Miniszter Schleswig-Holsteinban (2012–2018)

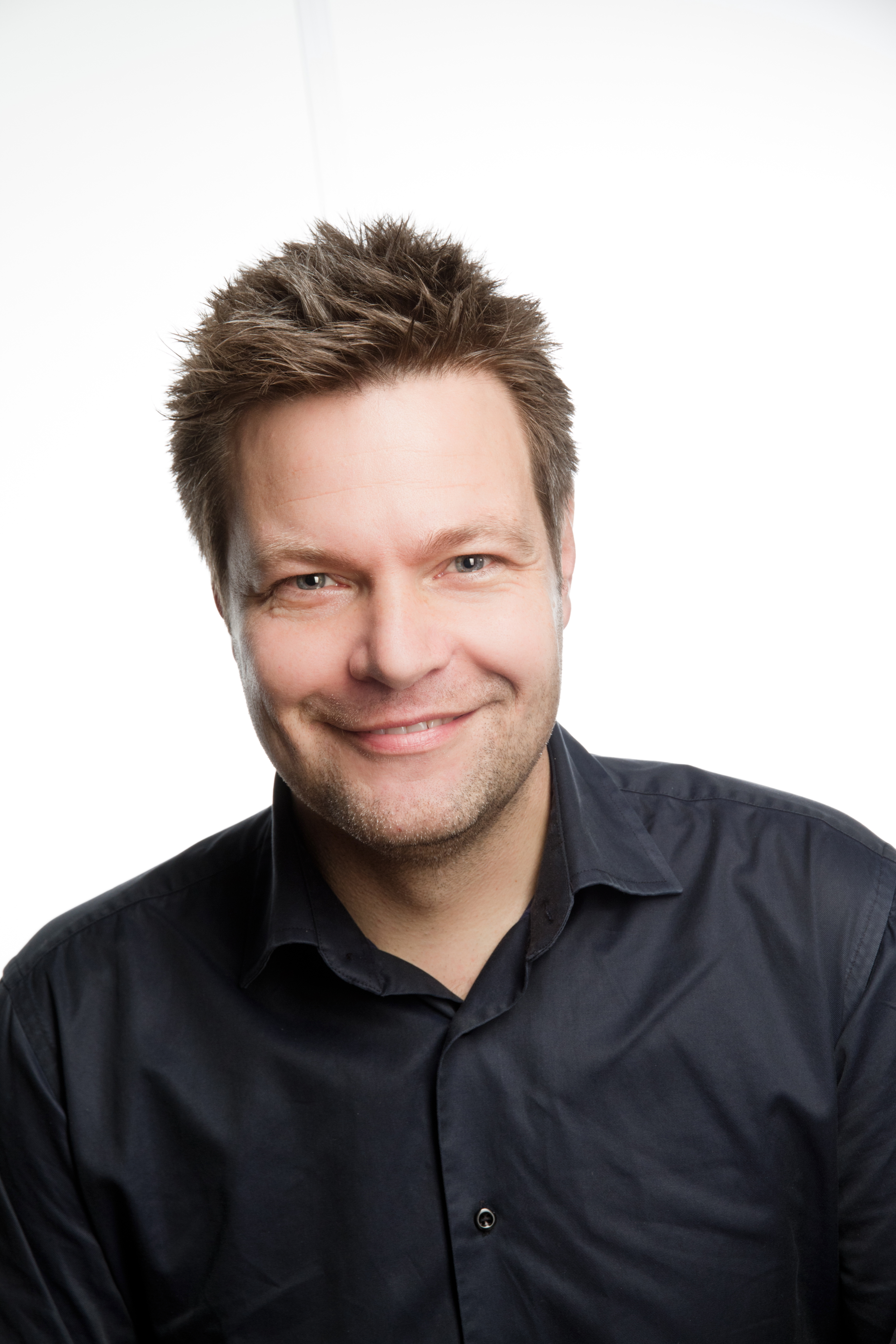
2012-ben

A 2012-es tartományi választás után Habeck lett a Torsten Albig (SPD) vezetésével megalakult Gambia-koalíció miniszterelnök-helyettese, valamint energiafordulatért, mezőgazdaságért, környezetért és vidékért felelős miniszter. Habeck különös hangsúlyt fektetett az energiafordulatra, azaz a megújuló energiaforrásokra való átállásra. Habeck minisztersége idején a Schleswig-Holsteinban évente újonnan átadott megújulóenergia-erőművek teljesítménye évi 5,3 gigawattról (2012) 10,1 gigawattra (2016) nőtt. A tartományi kormány emellett leállította a tervezett brunsbütteli szénerőmű építését.
2015 májusában az Európai Bizottság elfogadta a Landesprogramm ländlicher Raum 2014 bis 2020 vidékügyi programot, amelyet Habeck irányítása alatt dolgoztak ki. A program finanszírozást biztosít azoknak a gazdálkodóknak, akik ökológiai gazdálkodást folytatnak vagy erre terveznek áttérni. Az ökológiai gazdálkodás keretében művelt területek mérete Schleswig-Holsteinban 2014 és 2017 között 50 százalékkal nőtt.
További politikai siker volt a 2015 júliusában elért, úgynevezett „kagylóbéke” („Muschelfrieden”): ez a természetbarát kagylókultúra-gazdaságról vonatkozó megállapodás.
A 2017-es tartományi választás után Jamaica-koalíció alakult Daniel Günther (CDU) vezetésével. Habecket 2017. június 28-án kinevezte energiafordulatért, mezőgazdaságért, környezetért, természetért és digitalizációért felelős miniszternek nevezték ki. Második hivatali ciklusában is támogatta a megújuló energiaforrások további kiépítését.

### 2017-es listavezetői választás
2015 májusában Habeck bejelentette, hogy indul a Zöldek 2017-es szövetségi listavezetőségért folytatott előválasztásán. A pártban szokás szerint két listavezetőt választottak, egy férfit és egy nőt. A média általában kívülálló jelöltként mutatta be, viszont az előválasztáson a szavazatok 35,74%-át szerezte meg, így csak kevéssel maradt le a győztes Cem Özdemir mögött, aki 35,96%-ot szerzett (a győzelemhez elég volt az egyszerű többség); a férfiak közt a harmadik helyet Anton Hofreiter szerezte meg 26,19%-kal. A 2017-es Bundestag-választáson Habeck ezután nem indult el.
A 2017-es szövetségi választást követő, Jamaica-koalíciót előkészíteni hivatott tárgyalásokon a Zöldek egyik képviselője volt; a tárgyalásoknak végül az FDP elutasítása miatt értek véget.

### A Zöldek szövetségi elnöke (2018 óta)

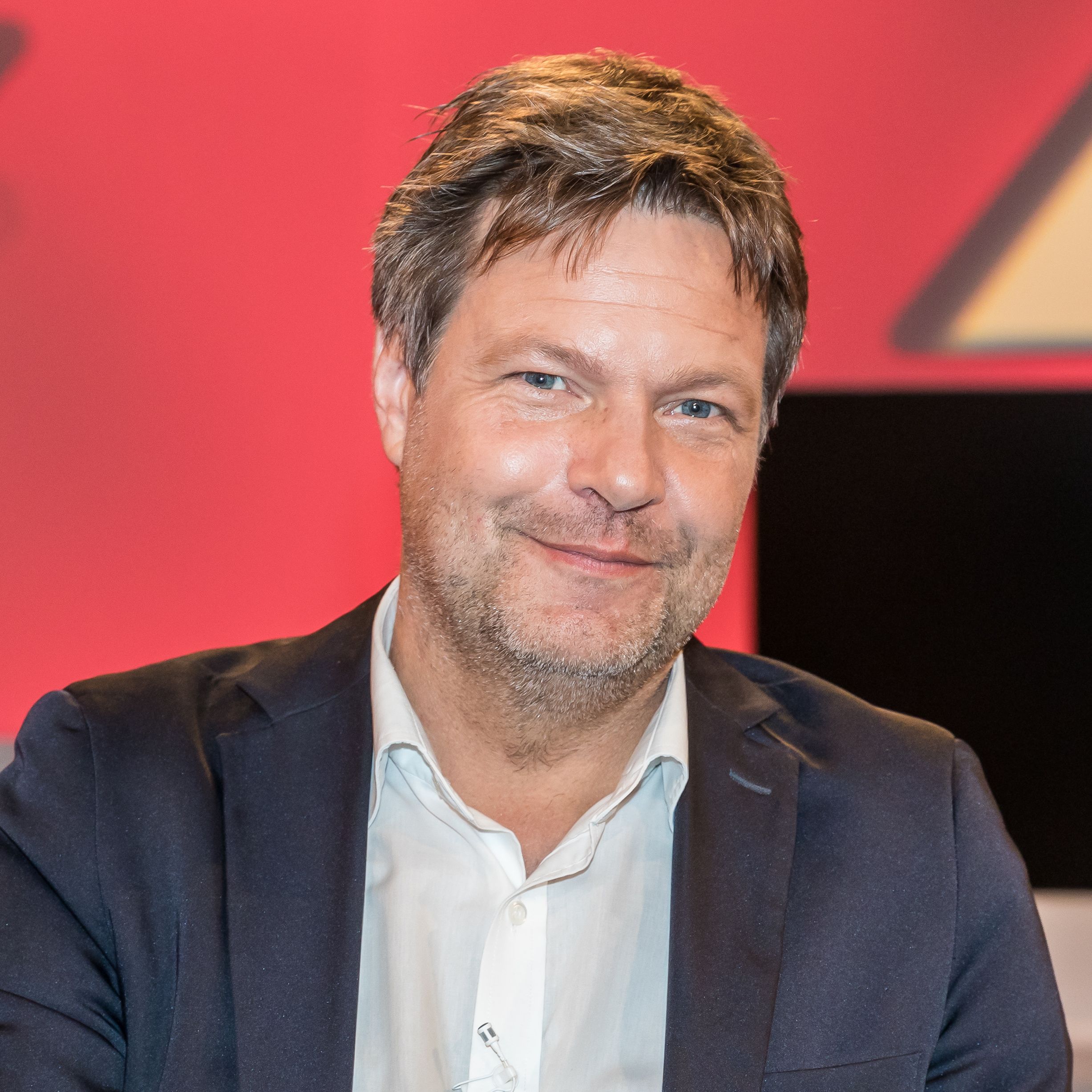
Robert Habeck, 2018

2018. január 27-én Habecket és Annalena Baerbockot választották meg a Zöldek szövetségi társelnökeivé. Májusban Habeck benyújtotta miniszteri lemondását: a Zöldek pártszabályzata szerint a pártvezetésben nem lehetnek miniszterek. Mindazonáltal a szabályzat ezen pontját a 2018 januári pártkongresszuson hozott határozat felpuhította, és így lehetővé tette Habeck számára, hogy egy nyolc hónapos átmeneti időszakban egyidejűleg töltse be a két pozíciót. Habeck így végül 2018. augusztus 31-én távozott a tartományi kormányból, utódja Jan Philipp Albrecht lett. Tartományi parlamenti mandátumáról Habeck szintén lemondott.
2019 novemberében Habecket és Baerbockot még két évre megerősítették hivatalukban.

### 2021-es Bundestag-választás
2020 júliusában Habeck bejelentette, hogy egyéni jelöltként indul a Schleswig – Flensburg választókerületben a 2021-es szövetségi választásokon. A helyi pártszervezet 2021 áprilisában a választókerület egyéni jelöltjévé választotta.
Habeck és Annalena Baerbock közös javaslatát követve a Zöldek szövetségi választmánya 2021 áprilisában úgy határozott, hogy Baerbock lesz a Zöldek kancellárjelöltje a 2021-es szövetségi választáson (a jelölést a nyáron esedékes pártkongresszusnak kellett megerősítenie). Habeck ezzel lemondott arról, hogy ő legyen a kancellárjelölt, ugyanakkor a párt kampányát Baerbockkal közösen, úgynevezett Spitzenduóban vezették.
A 2021-es németországi szövetségi választás végeredménye a Zöldeknek 118 mandátumot hozott a Bundestagban, ami a párt történetének legjobb eredménye lett. A teljesítmény azonban némileg csalódást keltő volt, mivel a párt úgy végzett a harmadik helyen, hogy 2021 elején, egyes felmérésekben, még vezetett. A csaknem 50 százalékos időközi választási készség lemorzsolódásban Baerbock választás előtti félévben napvilágra került botrányainak komoly szerepe volt.

### Kancellárhelyettes és gazdasági miniszter

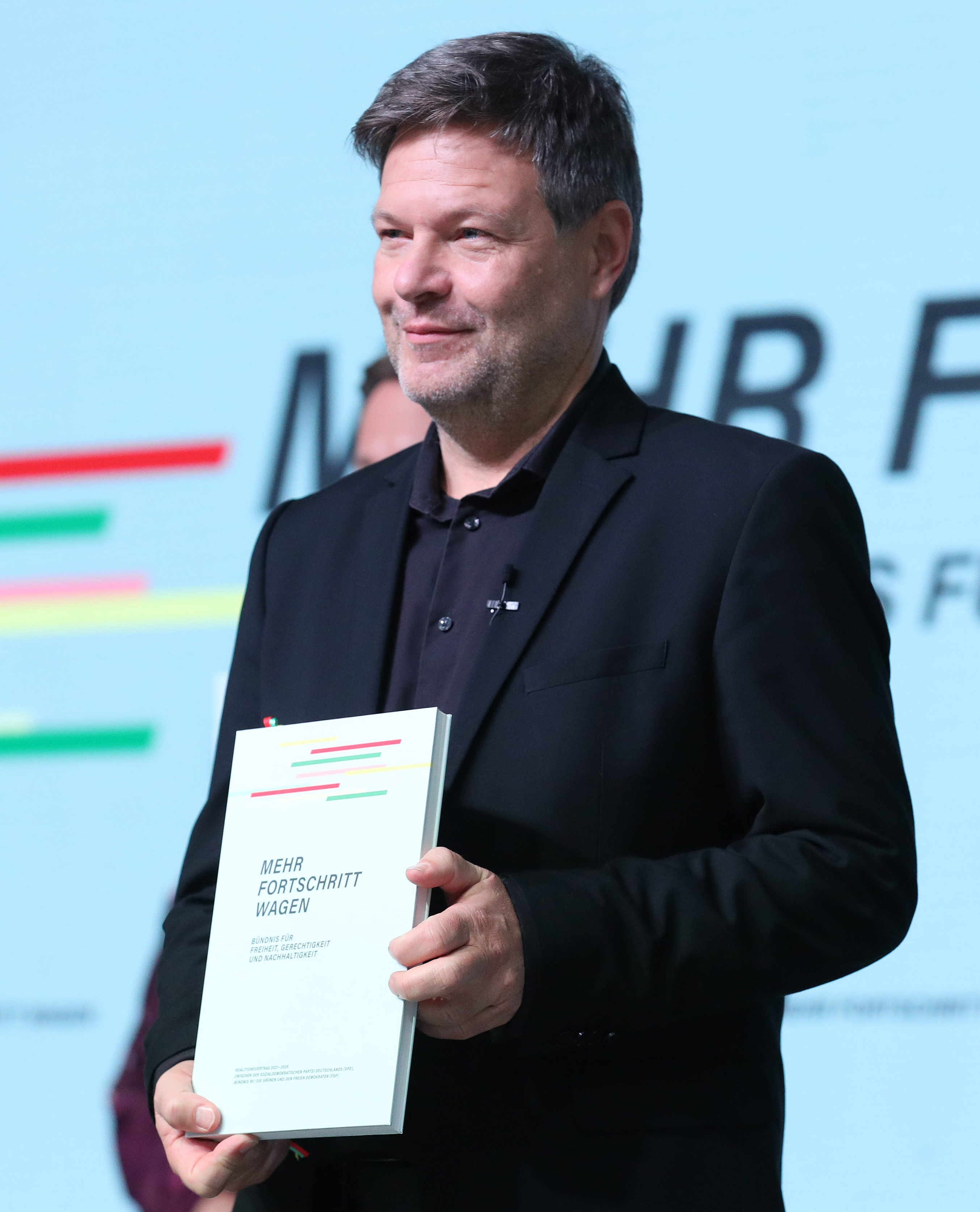
Habeck az SPD - FDP - Szövetség '90/Zöldek Vállalkozzunk több haladásra (Mehr Fortschritt wagen) című koalíciós szerződés aláírását követően (Berlin, 2021. december 7.)

A 2021-es választásokat követően a Zöldek megállapodtak, hogy az FDP-vel és a szociáldemokratákkal kormánykoalícióra lépnek az Olaf Scholz vezette közlekedésilámpa-koalíció formációban. Az új kancellár, 2021 decemberében Habecket gazdasági és éghajlatvédelmi miniszterré és alkancellárrá nevezte ki, amivel Európa egyik legbefolyásosabb politikusa lett.
2022 áprilisában Habeck egy intézkedéscsomagot terjesztett elő a megújuló energiaforrások németországi elterjedésének felgyorsítására, mivel az ország orosz fosszilis tüzelőanyagoktól való nagymértékű függőségének csökkentése sürgőssé tette a zöld átmenet terveit; a csomag 2030-ra az energiamix 80 százalékát a zöld energiának szánta, szemben a 2022-es mintegy 40 százalékkal és a korábbi 65 százalékos céllal. Az atomenergia ellenzője, így Habeck 2022-ben ellenezte az EU-ban az atomenergia fenntartható és zöld energiaforrásként való meghatározására irányuló erőfeszítéseket.
A Habeck vezetése alatt álló minisztérium 2022-ben megakadályozta, hogy a pekingi székhelyű Aeonmed Group 2022-ben megvásárolja a Heyer Medical német orvostechnikai eszközgyártó céget, arra a kormányzati értékelésre alapozva, hogy a tranzakció kockázatokat rejthet magában.
Habeck november elején a 2023-as Izraeli-Hamász-háborúval kapcsolatban kijelentette, hogy a Hamászt meg kell semmisíteni, mert tönkreteszi a közel-keleti békefolyamatot, és nem érdekelt az általa támogatott kétállami megoldásban. Habeck általánosságban támogatta az izraeli kormány álláspontját a Hamász elleni fellépésében.
A Zöldek a 2024. szeptember 1-jei türingiai tartományi választáson 3,2 százalékot értek el, pont a tizedét az AfD eredményének, ezzel a hatodik helyen végeztek, míg a szászországi tartományi választáson a szavazatok 5,1 százalékát kapták, evvel az ötödik helyre kerültek. Az alkancellár pártja ezekkel az eredményekkel nagyban hozzájárult a kormányzó közlekedésilámpa-koalíció kudarcához.
A tartományi választásokon a többi párt így szerepelt:
AfD: 32,8% | 30,6%; CDU/CSU: 23,6 | 31,9; BSW: 15,8 | 11,8; Linke: 13,1% | 4,5%; SPD: 6,1% | 7,3%; FDP: 1,1% | 0,9% (Türingia % | Szászország %).

## Művei
- Das Land in mir. Versek. Jens Gedamke fényképeivel. R. Habeck, Heikendorf 1990, ISBN nélkül.
- Traumblind. Ein Gefühl wie Freiheit. SOLDI-Verlag, Hamburg 1990, ISBN 3-928028-04-9.
- Casimir Ulrich Boehlendorffs Gedichte: eine stilkritische Untersuchung, Königshausen und Neumann, Würzburg 1997, ISBN 9783826012808.
- Andrea Paluchhal közösen: Hauke Haiens Tod. S. Fischer, Frankfurt am Main 2001, ISBN 3-10-059010-4. Fischer-Taschenbuch-Verlag, Frankfurt am Main 2003, ISBN 3-596-15976-8, Új kiadás: Piper, München 2006, ISBN 3-492-24699-0.
- Die Natur der Literatur. Zur gattungstheoretischen Begründung literarischer Ästhetizität, Verlag Königshausen&Neumann, Würzburg 2001, ISBN 3-8260-2066-9. (= Univ. Hamburg, Diss. 2000)
- Andrea Paluchhal közösen: Jagd auf den Wolf. Piper, München 2001, átdolgozott második kiadás: Ruf der Wölfe, Edel Kids Books, Hamburg 2019, 158 S., ISBN 978-3-96129-092-5.
- Andrea Paluchhal közösen: Der Schrei der Hyänen. Piper, München 2004, ISBN 3-492-04611-8: Piper, München 2005, ISBN 3-492-24381-9.
- Andrea Paluchhal közösen: Der Tag, an dem ich meinen toten Mann traf. Piper, München 2005, ISBN 3-492-04706-8.
- Andrea Paluchhal közösen: Zwei Wege in den Sommer. Patmos, Düsseldorf 2006, ISBN 3-7941-8046-1.
- Andrea Paluchhal közösen: Unter dem Gully liegt das Meer. Patmos, Düsseldorf 2007, ISBN 3-7941-8071-2.
- Verwirrte Väter – oder: Wann ist der Mann ein Mann. Gütersloher Verlagshaus, Gütersloh 2008, ISBN 978-3-579-06989-0.
- Andrea Paluchhal közösen: 1918 – Revolution in Kiel: Mit dem Schauspiel „Neunzehnachtzehn“. Boyens, Heide 2008, ISBN 978-3-8042-1264-0.
- Andrea Paluchhal közösen: SommerGIG. Patmos, Düsseldorf 2009, ISBN 978-3-7941-7075-3.
- Patriotismus: ein linkes Plädoyer. Gütersloher Verlagshaus, Gütersloh, 1. Aufl., 2010, ISBN 978-3-579-06874-9.
- Wer wagt, beginnt. Die Politik und ich. Kiepenheuer & Witsch, Köln 2016, ISBN 978-3-462-04949-7.
- Wer wir sein könnten. Warum unsere Demokratie eine offene und vielfältige Sprache braucht. Kiepenheuer & Witsch, Köln 2018, ISBN 978-3-462-05307-4.
- Von hier an anders. Eine politische Skizze. 2. Auflage. Kiepenheuer & Witsch, Köln 2021, ISBN 978-3-462-05219-0.

## Díjak
- 1996: Hamburg város műfordítói díja
- 2002: Schleswig-Holstein tartomány forgatókönyvírói díja
- 2007 márciusa: a Zwei Wege in den Sommer jelölése a Deutschen Jugendbuchpreis díjra
- 2007 júliusa: a hónap könyve a Deutschlandfunk gyerek- és ifjúsági könyveket tartalmazó toplistáján („Die besten 7 für junge Leser“)

## Fordítás
- Ez a szócikk részben vagy egészben  a   Robert Habeck című német Wikipédia-szócikk ezen változatának fordításán alapul.  Az eredeti cikk szerkesztőit annak laptörténete sorolja fel. Ez a jelzés csupán a megfogalmazás eredetét és a szerzői jogokat jelzi, nem szolgál a cikkben szereplő információk forrásmegjelöléseként.